# Lasioglossum foxii
Lasioglossum foxii là một loài Hymenoptera trong họ Halictidae. Loài này được Robertson mô tả khoa học năm 1895.

## Hình ảnh

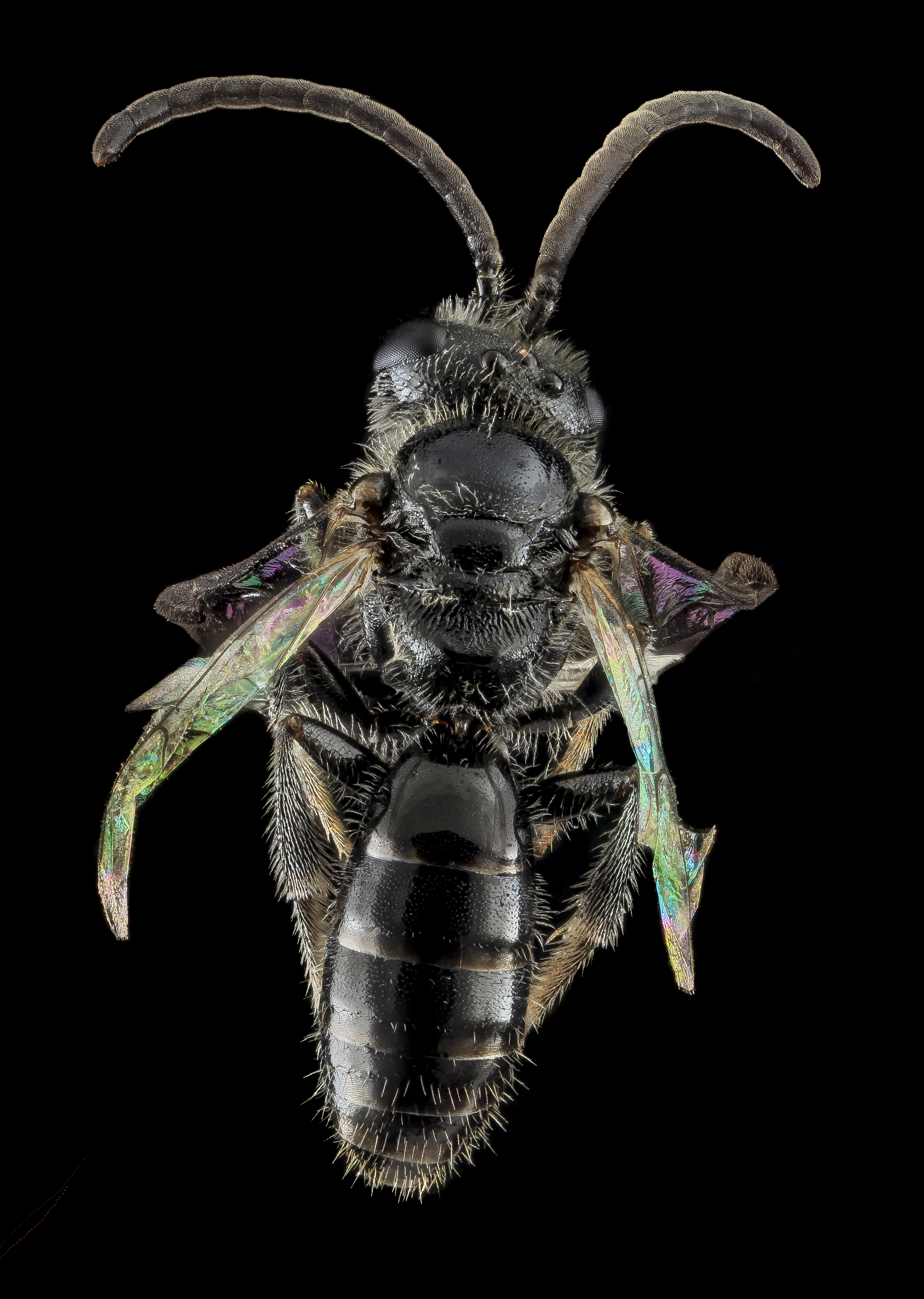
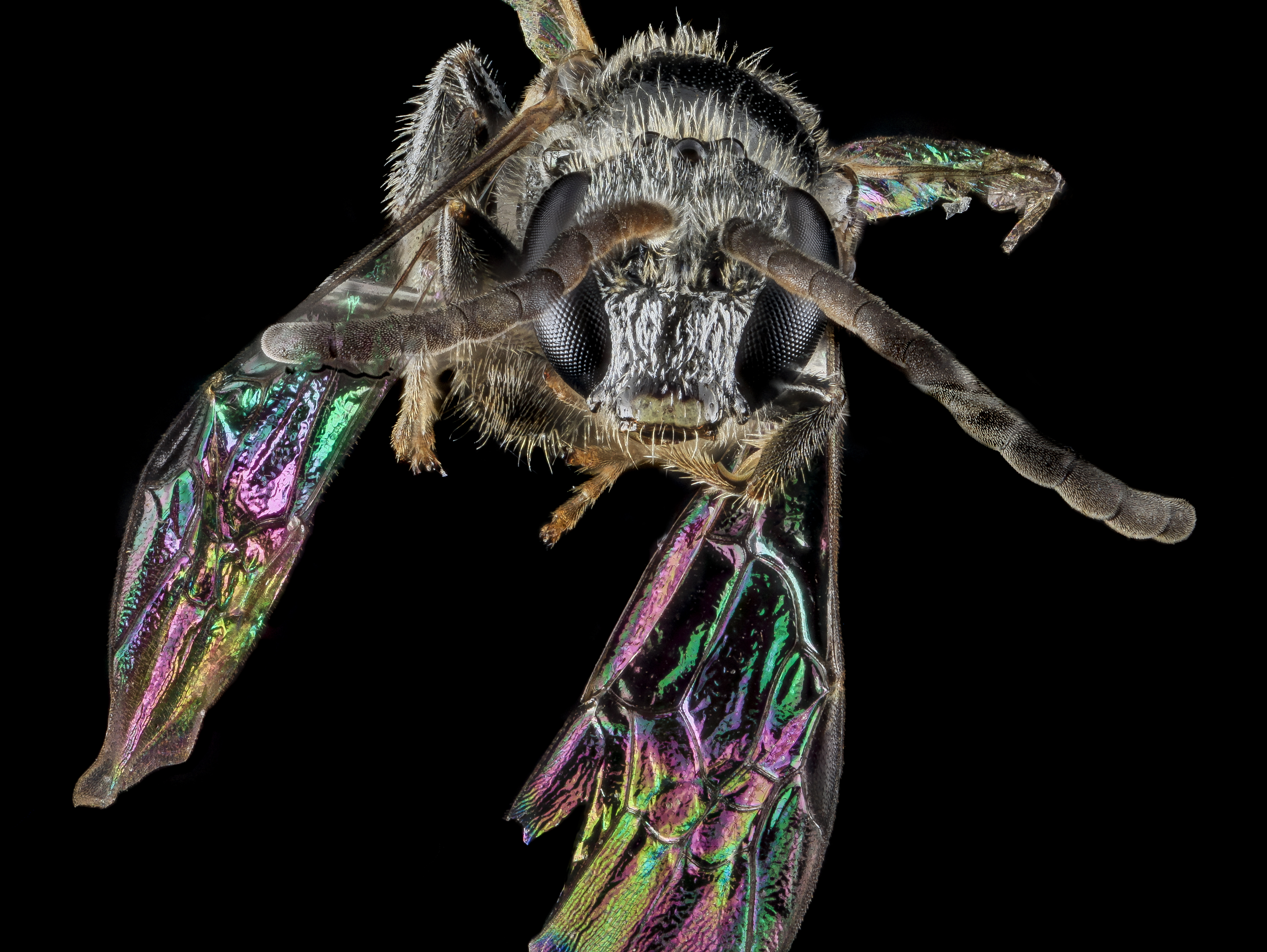
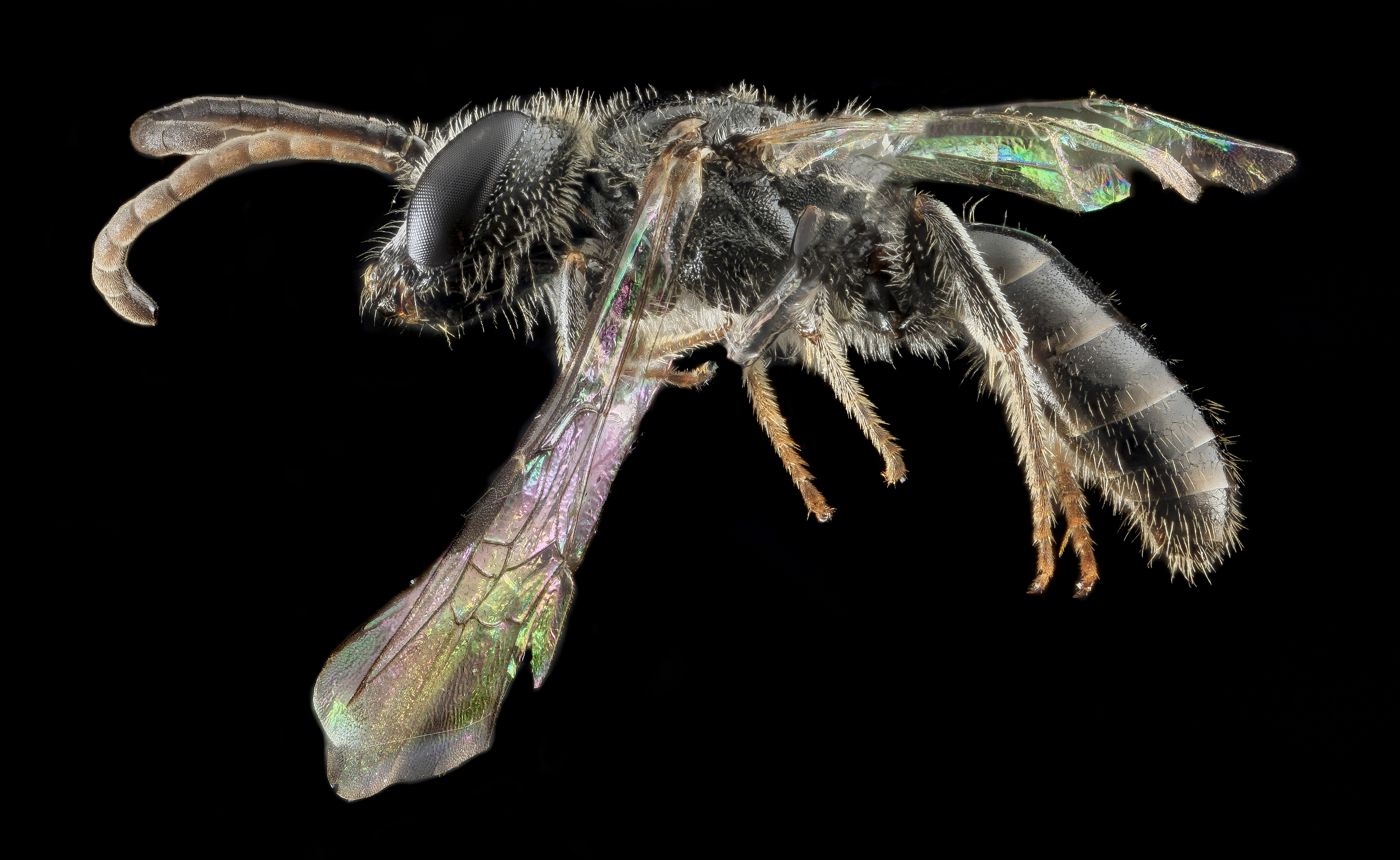
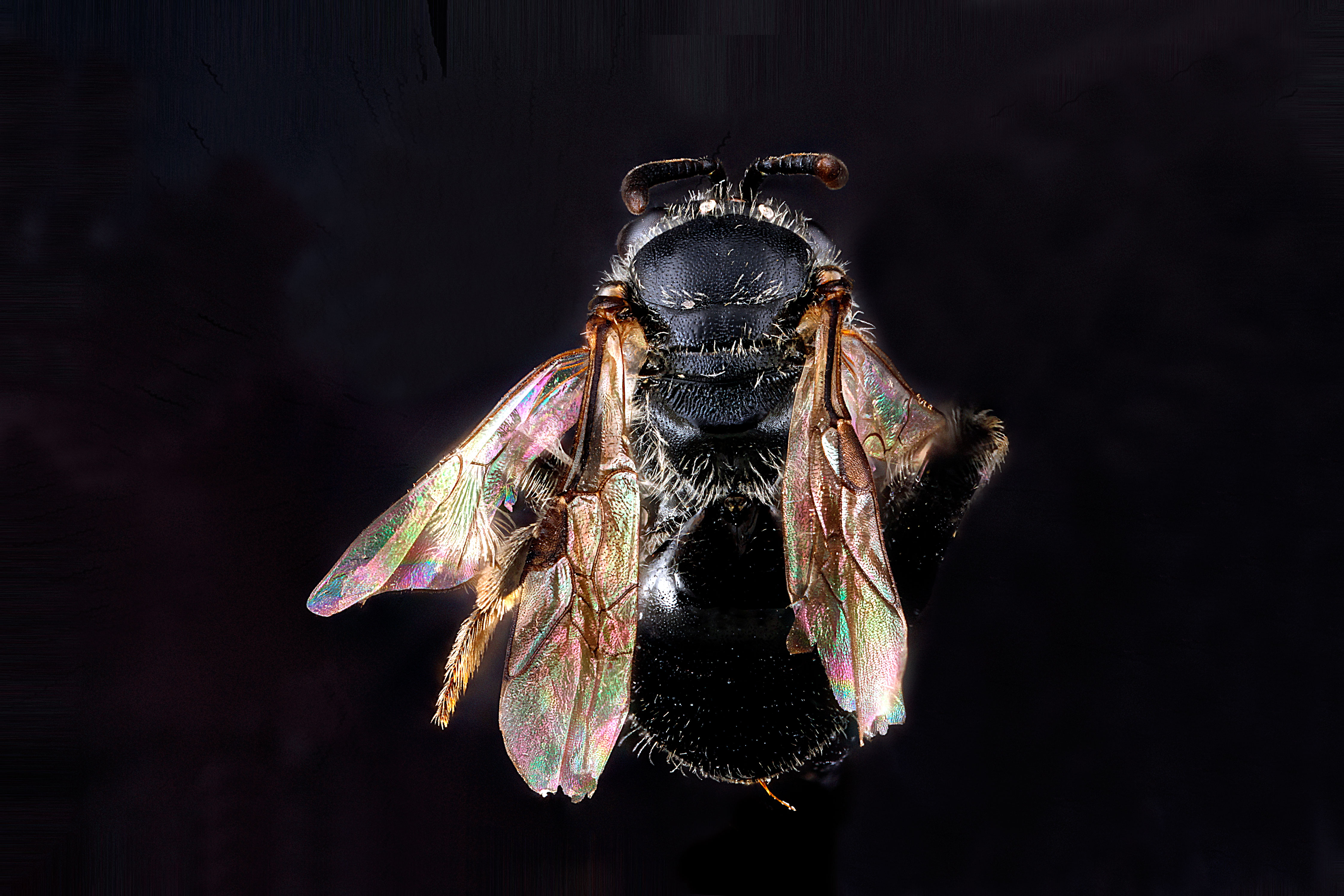